# Pet Sematary: Bloodlines
Pet Sematary: Bloodlines (bra: Cemitério Maldito: A Origem) é um filme de terror sobrenatural americano de 2023 dirigido por Lindsey Anderson Beer (em sua estreia na direção) e co-escrito por Beer e Jeff Buhler. Servindo como uma prequela de Pet Sematary (2019), que por sua vez foi baseado no romance homônimo de Stephen King, de 1983, o filme é estrelado por Jackson White, Forrest Goodluck, Jack Mulhern, Henry Thomas, Natalie Alyn Lind, Isabella Star LaBlanc, Samantha Mathis, Pam Grier e David Duchovny. Ambientada em 1969, 50 anos antes dos acontecimentos do filme anterior, a trama acompanha o jovem Jud Crandall enquanto ele descobre um cemitério local onde os mortos podem voltar a viver, sem imaginar o horror que afetará sua vida.
Após o sucesso comercial de Pet Sematary em 2019, o produtor Lorenzo di Bonaventura tinha planos para uma prequela explicando a mitologia e o universo do filme. Em fevereiro de 2021, o filme recebeu sinal verde, com Buhler e di Bonaventura retornando em seus papéis de roteirista e produtor, respectivamente. Beer assinou como diretor em maio de 2021 e a filmagem começou em agosto do mesmo ano.
Pet Sematary: Bloodlines estreou no Fantastic Fest em 23 de setembro de 2023, seguido por seu lançamento em streaming na Paramount+ em 6 de outubro.

## Premissa
Em 1969, o jovem Jud Crandall sonha em fugir de sua cidade natal, até descobrir os segredos malévolos do que está enterrado em um cemitério. Ele enfrenta um legado familiar assustador que o conecta para sempre ao local e se une a seus amigos de infância enquanto eles enfrentam um mal antigo que tem atormentado Ludlow desde o seu início.

## Elenco
- Jackson White como Jud Crandall
- Natalie Alyn Lind como Norma
- Forrest Goodluck como Manny
- Isabella Star LaBlanc como Donna
- Henry Thomas como Dan Crandall
- Jack Mulhern como Timmy Baterman
- David Duchovny como Bill Baterman
- Samantha Mathis como Kathy Crandall
- Pam Grier como Majorie Washburn

Além disso, Vincent Leclerc interpreta um padre e Ted Whittall interpreta um visitante de hospital.

## Produção
Em março de 2019, o produtor Lorenzo di Bonaventura afirmou que uma prequela de Pet Sematary (2019) seria possível se o filme fosse um sucesso financeiro. No mês seguinte, os diretores Kevin Kölsch e Denis Widmyer se recusaram a retornar, dizendo: "Se você fosse fazer mais, provavelmente faria coisas de fundo. [...] Eu estaria realmente interessado em veja como alguém faria uma sequência para este filme. Provavelmente não seremos nós".
Em maio de 2019, o roteirista Jeff Buhler afirmou que houve discussões preliminares sobre uma continuação, dizendo: "Então, muitas das ideias que temos discutido atualmente, recentemente, têm sido mais sobre aprofundar a mitologia de a cidade, esses rituais que as crianças apresentam, a mitologia do Micmac, do Wendigo, do cemitério, das origens, da vida de Jud. Então parece que não quero prometer nada, porque não sabemos, nós ainda não estamos no caminho certo para ter uma ideia." O filme foi anunciado oficialmente em fevereiro de 2021, com Buhler e di Bonaventura retornando como roteirista e produtor, respectivamente. Lindsey Beer foi contratada para dirigir em maio de 2021.
Em junho de 2021, Jackson White foi escalado como o jovem Jud Crandall. No mês seguinte, Pam Grier se juntou ao elenco. A filmagem ocorreu em Montreal em agosto de 2021, com algumas cenas sendo filmadas no John Abbott College.

## Lançamento
Pet Sematary: Bloodlines estreou no Fantastic Fest em 23 de setembro de 2023. Foi lançado pela Paramount+ em 6 de outubro de 2023 nos Estados Unidos, Canadá e América Latina, e no dia seguinte em outros territórios.

### Resposta crítica
No site agregador de resenhas Rotten Tomatoes, 20% das 54 resenhas dos críticos são positivas, com uma classificação média de 4,3/10. O consenso do site diz: " Pet Sematary: Bloodlines faz tentativas tímidas de expandir o mundo da história original de Stephen King, mas eles estão em grande parte perdidos em uma história abaixo do padrão que confunde sangue coagulado com terror eficaz." O Metacritic, que usa uma média ponderada, atribuiu ao filme uma pontuação de 31 em 100, com base em 10 críticos, indicando críticas "geralmente desfavoráveis".
Michael Nordine, escrevendo para a Variety, disse: "Entre as muitas falhas do filme - sua estética plana, os personagens esquecíveis que o habitam (incluindo David Duchovny e Pam Grier, ambos subutilizados) - talvez a mais flagrante seja sua total falta de atmosfera. Não faz sentido de pressentimento, apesar de suas tentativas de perturbar, nenhuma sensação de que os primeiros sinais de alerta estão levando a algo especialmente assustador. O público já sabe o que o cemitério de mesmo nome faz com qualquer pessoa (ou qualquer coisa) que tenha o azar de ser enterrado lá, e Bloodlines faz pouco para viver até ou expandir o mito". Bob Strauss do San Francisco Chronicle escreveu: "É um filme de terror melhor do que o remake de 2019, mas como a produção de Mary Lambert de 1989, ainda parece desnecessário. Legal como o conceito de um cemitério mágico que traz animais de estimação amados e, mais tarde, pessoas não tão adoráveis que voltaram dos mortos podem ser, este continua sendo um material de filme de King de segunda categoria".

## Futuro potencial
Em setembro de 2023, Beer afirmou que gostaria de desenvolver parcelas adicionais de Pet Sematary para expandir a franquia, o que poderia explorar ainda mais as origens do mal na franquia, enquanto o cineasta expressou interesse em se envolver no futuro potencial. Em outubro do mesmo ano, o produtor di Bonaventura afirmou que todos os criativos envolvidos estão considerando desenvolver uma sequência, enquanto o produtor Vahradian afirmou que os próximos episódios podem explorar ainda mais a entidade demoníaca que causa os horríveis eventos da franquia. Mais tarde naquele mesmo mês, Beer confirmou que há discussões em andamento para criar filmes adicionais sobre Pet Sematary, que podem detalhar ainda mais a história do antigo mal na cidade de Ludlow.